# ファクンド・ブオナノッテ
ファクンド・バレンティン・ブオナノッテ（スペイン語: Facundo Valentín Buonanotte、2004年12月23日 - ）は、アルゼンチン・サンタフェ州 ペレス出身のサッカー選手。ブライトン・アンド・ホーヴ・アルビオンFC所属。アルゼンチン代表。ポジションはMF。

## 経歴
10歳の時にロサリオ・セントラルのユースに入団し、2022年6月17日、ゴドイ・クルス戦で72分から出場してトップチームデビューを果たした。
7月9日にはヘディングでプロ初ゴールを決めた。このゴールは当時監督業に転身したばかりのカルロス・テベスに監督として初勝利を届けるものとなった。
2022年11月2日、ブライトン・アンド・ホーヴ・アルビオンFCが翌2023年の冬の移籍市場で獲得することを発表した。契約年は5年、移籍金は600万ドルで、ボーナスとしてロサリオ・セントラルに追加で600万ドルと20%のキャピタルゲインを支払うこととなっている。
2023年2月4日、プレミアリーグ第22節AFCボーンマス戦で75分から途中出場し、プレミアリーグ初出場を果たした。
2024年8月10日、新たに4年契約を結ぶとともに、レスター・シティFCへの期限付き移籍が発表された。
8月19日、トッテナム戦にてクラブデビュー。

## 代表経歴
2022年3月、17歳にしてハビエル・マスチェラーノ監督率いるU-20サッカーアルゼンチン代表に選ばれるとモーリスレベロトーナメント（旧トゥーロン国際大会）に出場。その後2023 南米ユース選手権に参加した。
2023年6月19日、インドネシア代表との親善試合でA代表初出場。

## 個人成績

### クラブでの成績
2025年6月24日現在 
| クラブ                  | リーグ                   | シーズン       | リーグ戦 | リーグ戦 | カップ戦 | カップ戦 | リーグ杯 | リーグ杯 | 国際大会 | 国際大会 | その他 | その他 | 合計 | 合計 |
| クラブ                  | リーグ                   | シーズン       | 出場     | 得点     | 出場     | 得点     | 出場     | 得点     | 出場     | 得点     | 出場   | 得点   | 出場 | 得点 |
| ----------------------- | ------------------------ | -------------- | -------- | -------- | -------- | -------- | -------- | -------- | -------- | -------- | ------ | ------ | ---- | ---- |
| ロサリオ                | リーガ・プロフェシオナル | 2022           | 32       | 4        | 2        | 0        | -        | -        | -        | -        | -      | -      | 34   | 4    |
| ブライトン              | プレミアリーグ           | 2022-23        | 13       | 1        | 1        | 0        | -        | -        | -        | -        | -      | -      | 14   | 1    |
| ブライトン              | プレミアリーグ           | 2023-24        | 27       | 3        | 3        | 1        | 1        | 0        | 5        | 0        | -      | -      | 36   | 4    |
| ブライトン              | クラブ通算               | クラブ通算     | 40       | 4        | 4        | 1        | 1        | 0        | 5        | 0        | 0      | 0      | 50   | 5    |
| レスター・シティ (loan) | プレミアリーグ           | 2024-25        | 31       | 5        | 2        | 1        | 2        | 0        | -        | -        | -      | -      | 35   | 6    |
| キャリア総通算          | キャリア総通算           | キャリア総通算 | 103      | 12       | 8        | 2        | 3        | 0        | 5        | 0        | 0      | 0      | 119  | 15   |

## 代表歴

### 試合数
2025年6月24日現在
- 国際Aマッチ 2試合 0得点（2023年-）[10]

| アルゼンチン代表 | 国際Aマッチ | 国際Aマッチ |
| 年               | 出場        | 得点        |
| ---------------- | ----------- | ----------- |
| 2023             | 1           | 0           |
| 2024             | 1           | 0           |
| 通算             | 2           | 0           |